# Льнянка дроколистная
Льня́нка дроколи́стная (лат. Linaria genistifolia) — травянистое многолетнее растение, вид рода Льнянка; сейчас этот род обычно относят к семейству Подорожниковые (Plantaginaceae), но ранее помещали в семейства Норичниковые (Scrophulariaceae) или Верониковые (Veronicaceae).

## Ботаническое описание
Растение голое, сизое.

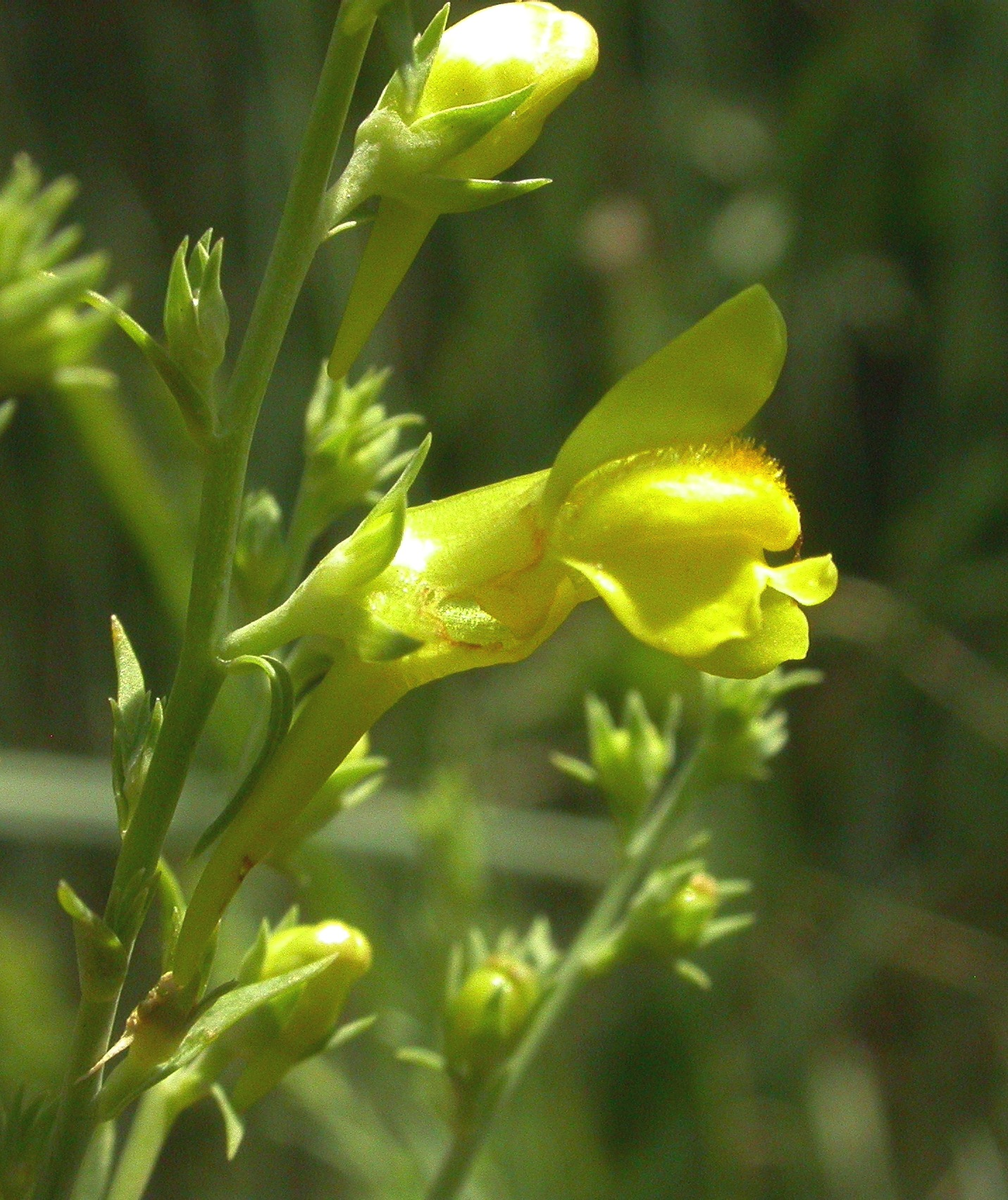
Цветок, Чешская Республика

Стебли 40—80 см высотой, прямостоячие, одиночные или в числе 2—5, у основания с несколькими бесплодными побегами, в верхней части метельчато ветвистые.
Нижние листья от широкояйцевидных до яйцевидных, верхние ланцетные, оттянуто заострённые, мясистые, с тремя заметными жилками.
Цветки собраны в метельчатые, рыхлые, длинные, 10—15-цветковые соцветия. Цветоножки 3—6 мм длиной, равные или превышающие по длине прицветники. Чашечка с ланцетными, тонко заострёнными долями, 6—7 мм длиной. Венчик светло-жёлтый, 11—12 мм длиной (без шпоры), трубка венчика широкая, лопасти верхней губы зострённые, нижняя губа в зеве с беловато-жёлтым опушением, лопасти её яйцевидные, 4 мм шириной, шпора слегка изогнутая, 7—12 мм длиной. Цветение в июле.
Коробочка шаровидная, 5—6 мм в поперечнике, равна или немного больше чашечки. Семена трёхгранные, с узкой каймой по граням, на плоскостях сетчато морщинистые.

## Распространение
Европа: Австрия, Чехословакия, Венгрия, Польша, Албания, Болгария, Югославия, Греция, Италия, Румыния; территория бывшего СССР: Белоруссия, Молдавия, Европейская часть России, Украина, Кавказ (Армения, Грузия), Западная Сибирь, Алтай, север Казахстана; Азия: Турция.
Растёт по пескам, лесам, довольно обыкновенное растение.

## Значение и применение
Были случаи отравления крупного рогатого скота.